# Daejeon-Hanbat-Sports-Komplex
Der Daejeon-Hanbat-Sports-Komplex ist ein Fußballstadion in der südkoreanischen Stadt Daejeon. Das Stadion wurde im Januar 1964 eröffnet. Das Stadion hatte seitdem mehrere Nutzer. Lucky-Goldstar Hwangseo nutzte das Stadion zwei Jahre lang von 1987 bis 1989. 1988 wurde es zudem als Austragungsort für die Olympischen Sommerspiele genutzt. 8 Jahre später zog Daejeon Citizen 1997 ein und blieb dort 5 Jahre drin bis 2002. Daejeon KHNP FC nutzte ab 2003 bis zum Umzug nach Gyeongju 2012. Zwei Jahre später nutzten erstmals zwei Vereine gleichzeitig das Stadion. Daejeon Citizen nutzte für das Jahr 2014 das Stadion nochmals als Heimstätte und seit 2014 nutzt Daejeon Korail FC das Stadion ebenfalls. 2015 nutzte neben Daejeon Korail FC das Frauenfußballteam Daejeon Sportstoto das Stadion als Heimspielstätte.